# Schlossberg-Volksschule Nüdlingen
Die Schlossberg-Grundschule Nüdlingen ist eine Grundschule in Nüdlingen.

## Geschichte
Die erste urkundliche Erwähnung einer Schule in Nüdlingen geht bereits auf das Jahr 1584 zurück. 1790 wurde das erste Schulgebäude am Torturm der ehemaligen Dorfburg im Zentrum von Nüdlingen erbaut, dem 1863 ein zweiter Bau folgte. Heute beherbergen diese Gebäude das Heimat- und das Feuerwehrmuseum. 1910 wurde der zweite Schulbau nach Westen hin erweitert, was heute als Alte Schule bezeichnet wird.
Im Jahr 1963 wurde dann schließlich das Volksschulgebäude am Schlossberg errichtet, in dem seitdem unterrichtet wird. Die Fertigstellung der Hauptschule folgte 1970.
2010 ist die Hauptschule in eine Mittelschule überführt worden. 2018 wurde aus der Schlossberg-Grund- und Mittelschule die Schlossberg-Grundschule Nüdlingen.